# Travis Stevens
Travis Stevens (* 28. Februar 1986 in Bellevue, Washington) ist ein ehemaliger amerikanischer Judoka. 2016 gewann er eine olympische Silbermedaille.
Der 1,80 m große Travis Stevens kämpfte im Halbmittelgewicht, der Gewichtsklasse bis 81 Kilogramm. Sein internationaler Durchbruch gelang ihm bei den Panamerikanischen Spielen 2007 in Rio de Janeiro, als er im Halbfinale den Brasilianer Flávio Canto und im Finale den Kolumbianer Mario Valles besiegte. Im Mai 2008 unterlag er im Finale der Panamerikanischen Meisterschaften dem Brasilianer Guilherme Luna. Bei den Olympischen Spielen in Peking gewann er zwei Kämpfe durch Ippon und verlor zweimal durch kleine Wertungen, so dass er am Schluss auf dem neunten Platz geführt wurde.
2009 gewann Stevens die Panamerikanischen Meisterschaften, 2010 belegte er den dritten Platz und 2011 war er Zweiter hinter dem Brasilianer Leandro Guilheiro. Bei den Olympischen Spielen 2012 in London besiegte er Guilheiro im Viertelfinale, verlor aber gegen den Deutschen Ole Bischof im Halbfinale. Im Kampf um die Bronzemedaille unterlag Stevens dem Kanadier Antoine Valois-Fortier. Von 2013 bis 2015 gewann Stevens dreimal Bronze bei den Panamerikanischen Meisterschaften. Bei den Panamerikanischen Spielen 2015 in Toronto besiegte er im Finale den Kubaner Iván Felipe Silva. 2016 verlor er im Finale der Panamerikanischen Meisterschaften gegen Valois-Fortier. Bei den Olympischen Spielen in Rio de Janeiro erreichte Stevens mit vier Siegen das Finale, dort unterlag er dem Russen Chassan Chalmursajew.
Im Jahr 2013 wurde Stevens zum Träger eines schwarzen Gurts im BJJ.
Im Jahr 2020 wurde Travis Stevens der Rokudan verliehen.